# The Buddha of Suburbia (single)
The Buddha of Suburbia is de titelsong van de BBC2-serie The Buddha of Suburbia door de Britse muzikant David Bowie, uitgebracht in 1993. Het nummer werd opnieuw opgenomen als samenwerking met Lenny Kravitz voor het soundtrackalbum The Buddha of Suburbia. Het nummer bereikte de 35e plaats in het Verenigd Koninkrijk.

## Achtergrond
"The Buddha of Suburbia" was een van de weinige nummers waarbij de versie uit de serie en de albumversie niet verschilden. De tekst bevatte twee verwijzingen naar oudere nummers van Bowie, namelijk de gitaar uit "Space Oddity" en de regel "Zane, zane, zane, ouvre le chien" uit "All the Madmen".
Het eerste nummer op het soundtrackalbum is de originele versie zonder Lenny Kravitz, terwijl het laatste nummer op het album, de zogeheten "Rock Mix", wel de samenwerking met Kravitz bevatte.
De videoclip van het nummer werd geregisseerd door Roger Michell en bevat Bowie die het nummer zingt terwijl hij loopt door een Engelse voorstad met tussendoor scènes uit de serie.

## Tracklijst
- Alle nummers geschreven door Bowie.

7"-single
1. "The Buddha of Suburbia" - 4:24
2. "Dead Against It" - 5:48

Cassettesingle
1. "The Buddha of Suburbia" - 4:24
2. "Dead Against It" - 5:48
3. "The Buddha of Suburbia" - 4:24
4. "Dead Against It" - 5:48

Cd-single
1. "The Buddha of Suburbia" - 4:24
2. "South Horizon" - 5:26
3. "Dead Against It" - 5:48
4. "The Buddha of Suburbia (Rock Mix)" - 4:24

Collectors Edition cd-single
1. "The Buddha of Suburbia" - 4:24
2. "Dead Against It" - 5:48

## Muzikanten
- David Bowie: zang, keyboard, gitaar, synthesizer, saxofoon
- Lenny Kravitz: gitaar op "The Buddha of Suburbia"
- Erdal Kızılçay: basgitaar, drums, keyboards, percussie, trompet